# 마라 (사르데냐)
마라(Mara)는 이탈리아 사르데냐 주 사사리도에 있는 코무네이다. 칼리아리 북서쪽으로 약 140 킬로미터 (87 mi), 사사리 남쪽으로 약 35 킬로미터 (22 mi) 떨어져 있다.
마라는 다음 지방 자치체와 접해 있다: 코소이네, 파드리아, 포츠조마조레.

## 기념물 및 명소

### 종교 건축물
- 보누 이기누 성모 성소
- 성 요한 교회
- 성 십자가 교회

### 동굴
- 사 우차 데 수 틴티리올루 동굴
- 필리에스트루 동굴